# Kojšovice

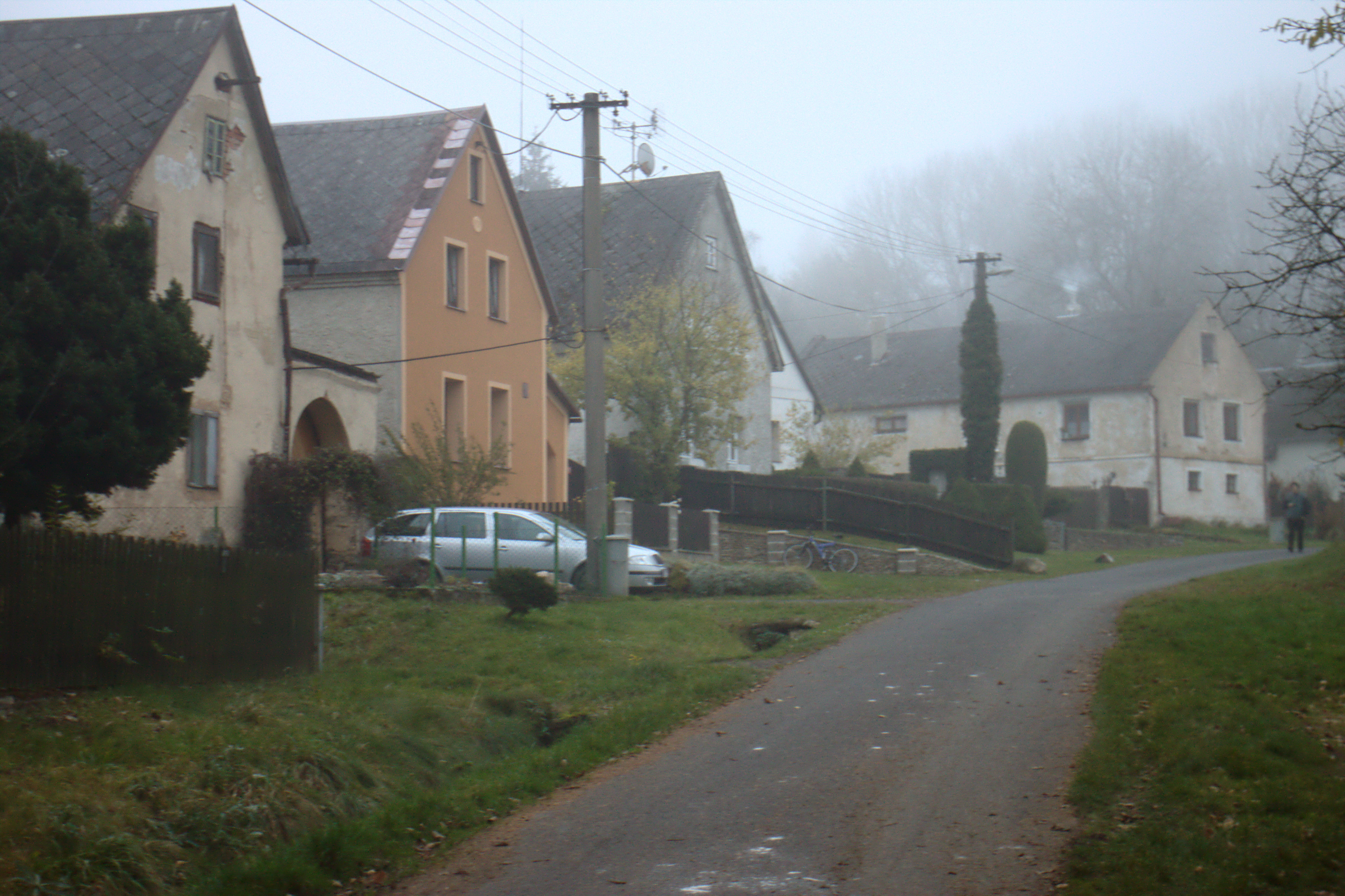
Häuser am Dorfplatz

Kojšovice (deutsch Goschowitz oder Koschowitz) ist eine Siedlung in der Stadt Toužim (Theusing) im Okres Karlovy Vary (Bezirk Karlsbad). Der Ort liegt rund 3 km nordöstlich von Toužim. Zur Gemarkung Kojšovice gehört die Siedlung Krásný Hrad (Schönburg) am Hang eines kleinen Hügels.

## Geschichte

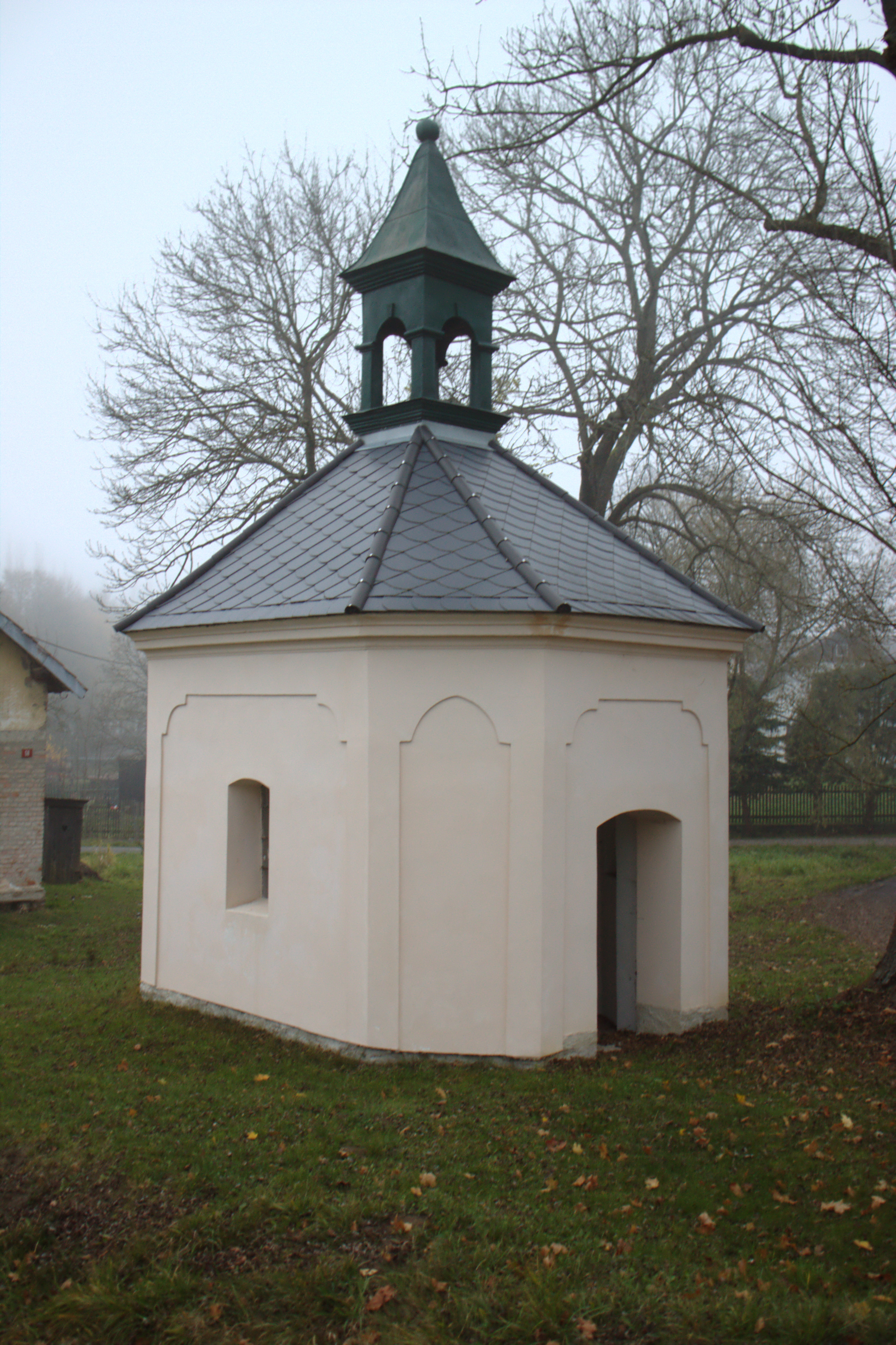
Kapelle Maria Schmerzen

Koschowitz wurde erstmals 1427 erwähnt. 2011 lebten in Kojšovice 62 Personen.
| Jahr      | 2010 | 2011 | 2015 | 2020 |
| --------- | ---- | ---- | ---- | ---- |
| Einwohner | 58   | 62   | 59   | 72   |
| Häuser    | 46   |      | 49   | 48   |

## Belege
1. ↑  STATISTICKÝ LEXIKON OBCÍ ČESKÉ REPUBLIKY 2013 Podle správního rozdělení k 1. 1. 2013 a výsledků sčítání lidu, domů a bytů  k 26. březnu 2011 Zpracoval Český statistický úřad ve spolupráci s Ministerstvem vnitra ČR. (PDF) 1. Januar 2013, S. 276, abgerufen am 16. März 2024 (tschechisch).
2. ↑  Bezděkov - Bezděkov - Oficiální stránky města Toužim. Abgerufen am 16. März 2024.